# 国分恭介
国分 恭介（こくぶん きょうすけ、1990年12月27日 - ）は日本中央競馬会・栗東トレーニングセンターに所属する騎手。
戸籍上の表記は旧字体が含まれた「國分」だが、JRAでは旧字体等での登録が認められていないため、一部の地方競馬を除いて新字体の「国分」に修正して登録している。
双子の兄・国分優作も栗東所属の騎手。

## 来歴
恭介の身体が小さかったこともあって、母が競馬学校のパンフレットを家に持ち帰り、将来の進路のひとつとして勧めたことが騎手になるきっかけだったという。
2006年4月に競馬学校第25期生として双子の兄・優作らと共に入学。また、3年生時に藤田伸二の特別講義を受けた一人である。
2009年2月に競馬学校を卒業。JRAでは柴田大知・柴田未崎以来、13年ぶり2組目の双子騎手となった。同期に小野寺祐太、国分優作、松山弘平、丸山元気がいる。
調教中に落馬負傷したため、同期のほかの4人より1週間遅れてのデビューとなった。初騎乗は2009年3月7日、阪神競馬場第1レースのターンオーバーで、14頭立ての11着だった。同年4月25日、京都競馬場第12レースで5番人気スリーサンビームに騎乗し53戦目で初勝利を挙げた。兄・優作から6日遅れての初勝利だった。
2009年9月6日、小倉2歳ステークスでダンツミラションに騎乗し重賞初騎乗（8着）。また、年末に中京競馬場で実施された「中京ヤングバトルシリーズ2009」（ポイント制）で優勝し、翌2010年の同シリーズも優勝し連覇を果たす。同年10月17日には府中牝馬ステークスをテイエムオーロラで勝利し、15度目の挑戦で同期一番乗りとなる、JRA重賞初勝利を挙げる。同年11月7日、マカオのタイパ競馬場で行われた「マカオ見習騎手招待レース」に参加し、海外初騎乗（第1戦13着、第2戦11着、他3レース騎乗）。
2010年のエリザベス女王杯でテイエムプリキュアに騎乗しGI初騎乗を果たす。
2011年10月29日、新潟競馬場第3レースでホワイトアルバムに騎乗し1着となり、JRA通算100勝を達成した。

## 主な騎乗馬
- テイエムオーロラ（2010年府中牝馬ステークス）
- アンドリエッテ（2018年マーメイドステークス）
- アフリカンゴールド（2022年京都記念）
- モズメイメイ(2024年アイビスサマーダッシュ)

## 騎乗成績
|            | 日付           | 競馬場・開催  | 競走名             | 馬名               | 頭数 | 人気 | 着順 |
| ---------- | -------------- | ------------- | ------------------ | ------------------ | ---- | ---- | ---- |
| 初騎乗     | 2009年3月7日   | 1回阪神3日1R  | 3歳未勝利          | ターンオーバー     | 14頭 | 10   | 11着 |
| 初勝利     | 2009年4月25日  | 3回京都1日12R | 4歳上500万円下     | スリーサンビーム   | 16頭 | 5    | 1着  |
| 重賞初騎乗 | 2009年9月6日   | 3回小倉8日10R | 小倉2歳ステークス  | ダンツミラション   | 14頭 | 12   | 8着  |
| 重賞初勝利 | 2010年10月17日 | 4回東京4日11R | 府中牝馬ステークス | テイエムオーロラ   | 17頭 | 4    | 1着  |
| GI初騎乗   | 2010年11月14日 | 6回京都4日11R | エリザベス女王杯   | テイエムプリキュア | 17頭 | 11   | 17着 |

| 年度   | 1着 | 2着 | 3着 | 騎乗数 | 勝率 | 連対率 | 複勝率 |
| ------ | --- | --- | --- | ------ | ---- | ------ | ------ |
| 2009年 | 23  | 29  | 42  | 539    | .043 | .096   | .174   |
| 2010年 | 52  | 34  | 59  | 843    | .062 | .102   | .172   |
| 2011年 | 29  | 36  | 49  | 780    | .037 | .083   | .146   |
| 2012年 | 20  | 42  | 44  | 773    | .026 | .080   | .137   |
| 2013年 | 25  | 27  | 48  | 645    | .039 | .081   | .155   |
| 2014年 | 14  | 15  | 25  | 608    | .023 | .048   | .089   |
| 2015年 | 12  | 16  | 30  | 475    | .025 | .059   | .122   |
| 2016年 | 23  | 16  | 27  | 431    | .053 | .090   | .153   |
| 2017年 | 23  | 21  | 29  | 459    | .050 | .096   | .159   |
| 2018年 | 21  | 39  | 32  | 484    | .043 | .124   | .190   |
| 2019年 | 14  | 17  | 32  | 429    | .033 | .072   | .147   |
| 2020年 | 10  | 21  | 32  | 443    | .023 | .070   | .142   |
| 2021年 | 12  | 19  | 26  | 337    | .036 | .092   | .169   |
| 2022年 | 12  | 9   | 16  | 276    | .043 | .076   | .134   |
| 2023年 | 15  | 7   | 13  | 250    | .060 | .088   | .140   |
| 中央   | 305 | 348 | 504 | 7772   | .039 | .089   | .149   |
| 地方   | 13  | 15  | 9   | 79     | .165 | .354   | .468   |